# 和波孝禧
和波 孝禧（わなみ たかよし、1945年4月1日 - ）は、東京生まれのヴァイオリニストである。桐朋学園大学卒業。祖父は海軍中将で、山本五十六と同期の和波豊一である｡

## 経歴
生来の全盲であったが、4歳からヴァイオリンを始め、辻吉之助、鷲見三郎、江藤俊哉に師事。1954年、9歳の時、第6回全日本盲学生音楽コンクールで第1位特賞を受賞。1958年、中学校2年生の時、第12回全日本学生音楽コンクール全国大会中学生の部で第1位を受賞した。1959年、14歳の時に山本富士子の弟役として大映映画「いつか来た道」に出演した。1962年、第31回日本音楽コンクールで第1位、特賞を受賞。1963年、斎藤秀雄指揮日本フィルハーモニー交響楽団のソリストとしてデビューした。1965年、ロン・ティボー国際コンクールで第4位、1970年、カール・フレッシュ国際ヴァイオリン・コンクールで第2位を受賞した。
『点字毎日』に1976年6月から「和波孝禧が選ぶクラシック新譜」を月1回連載している。2016年の新聞記事ではパソコンを楽しんでいると紹介され、その理由について「手伝ってもらわなくても買い物とかができる。（中略）自分の力で何かができる喜びが、見えない人にはあるんです」と述べている。

## 演奏活動
国内外のオーケストラとの共演、室内楽、リサイタル、CD録音など幅広く活動し、1990年以来、サイトウ・キネン・オーケストラに参加、1993年、モービル音楽賞、1994年、サントリー音楽賞をそれぞれ受賞した。また、東京芸術大学非常勤講師、桐朋学園大学非常勤講師も務めている。

## 賞歴
- 1954年 - 全日本盲学生音楽コンクール第1位特賞。
- 1958年 - 全日本学生音楽コンクール全国大会中学生の部第1位。
- 1962年 - 日本音楽コンクール第1位特賞。
- 1965年 - ロン・ティボー国際コンクール第4位。
- 1970年 - カール・フレッシュ国際ヴァイオリン・コンクール第2位。
- 2005年 - 紫綬褒章[4]
- 2006年 - 本間一夫文化賞。
- 2015年 - 旭日小綬章[5]。

## 関連文献
- 和波その子『母と子のシンフォニー―盲目のヴァイオリニスト、和波孝禧を育てた母の手記』音楽之友社、1977年